# Jonas Sandquist
Carl Ingvar Jonas Kjärulfsgård, född 25 juni 1963 i Lund, är en svensk musiker, producent och låtskrivare.
Kjärulfsgård har frilansat som musiker sedan 1980. Jonas spelar bland annat bas i Barkåkrakyrkan, S:t Andreaskyrkan och S:t Petrikyrkan i Klippan och Gustav Adolfskyrkan i Helsingborg. 
Han startade Rädda Barnens Musikprojekt (RBMP) 1992 tillsammans med Micke Svennerbrandt i Malmö. Tillsammans med Thomas Nyberg arbetade Kjärulfsgård och Svennerbrandt med RBMP från 1992 till 1996. 
Jonas Kjärulfsgård var professionell musiker 1995–2000 i Candela (vann Grammy 1996 för årets bästa dansbandsskiva). Han startade 1985 rockgruppen Wasteland tillsammans med Filip Frostemark, Johan Wenhov och Alf Nilsson. Wasteland medverkade i Rock-SM 1987 där bandet kom till semifinal.
Mellan 2009 och 2013 spelade Jonas Kjärulfsgård i Colorstone, med Fredrik Bergengren, Olle Nilsson, Johan Dahlström och Samir Dounas. Colorstone släppte sin första skiva, Into the garden genom Roasting House/Universal, våren 2012. Deras andra skiva Steam, släpptes hösten 2013.
Han har utbildat sig till producent vid Musikhögskolan i Malmö där han gick ut 2012. Han driver Black Purple studion och arbetar också som musiklärare i Helsingborg. 
Jonas gör också livemixnings jobb, bland annat åt Vocal Six, Janne Schaffer och Bengt Johansson för att nämna några. 
Han har spelat/drivit ett antal coverband genom åren, däribland JJJB-jojjesband, Askalas, Jojje & Gurra, Taxfree, Red House och Jojje & Mackan.
Jojjesband och Jojje & Mackan är aktiva i detta nu!
Jonas Kjärulfsgård har även skrivit låtar åt andra, däribland Det är bara du (text & musik) som getts ut av Candela samt Precious Angel (text: Jonas Sandquist & Micke Svennerbrandt, musik: Jonas Sandquist) som sjungits in av Sven Hahne & Prästrock.
Från 2017-2022 ingick Jonas i Elderflower Production, tillsammans med Rickard Bonde Trummel, Thorgny 'Togge' Landgren, Thomas 'Tompa' Rödin och Johan Wenhov.
Ett axplock av de artister som Jonas Kjärulfsgård producerat; Anna Karin Ahlbin, Max Lund, Groovy TeaParty, Cold Connection, Helén Finnberg, Colorstone, Gustav Adolfskyrkans körer, Bruksspelen i Klippan, Linus Borg, 
Sven Hahne & Prästrock, Sejd, Wasteland.

### Fotnoter
1. ↑  Sveriges befolkning 1990, CD-ROM, Version 1.00, Riksarkivet (2011).
2. ↑  Blå vind / Candela (2002) Svensk Mediedatabas. Åtkomst 21 november 2012.
3. ↑  Borg Music (1992) Svensk Mediedatabas. Åtkomst 21 november 2012.